# ایکلودبوردوتسه
ایکلودبوردوتسه (به مجاری: Iklódbördőce) یک منطقهٔ مسکونی در مجارستان است که در ناحیه لنتی واقع شده‌است.